# Radoje Domanović
Radoje Domanović, född 1873, död 1908, var en serbisk författare, journalist och lärare, mest känd för sina satiriska noveller. 

## Biografi
Radoje Domanović föddes i byn Ovsište i centrala Serbien. Han var son till den lokale läraren och entreprenören Miloš Domanović, och Persida Cukić. Dessutom var han ättling till Pavle Cukić, en av de militära befälhavarna för det Första och Andra serbiska upproret. Han tillbringade sin barndom i byn Gornje Jarušice nära Kragujevac, där han gick i grundskolan. Han tog examen från i högstadiet i Kragujevac, och filosofiska fakulteten vid Belgrads universitet, där han studerade det Serbiska språket och Serbiens historia.
År 1895 fick Domanović sin första anställning. Det var en lärartjänst i Pirot, i södra Serbien, en region som först nyligen hade befriats från det osmanska riket. I Pirot träffade han Jaša Prodanović (1867–1948), en lärare och aktivist som hjälpte till att forma hans politiska åsikter. Där träffade han även sin blivande fru, Natalija Raketić (1875–1939), en fattig lärare från Sremski Karlovci, som kommer att stödja honom under hela hans korta och turbulenta liv, och med vilken han fick tre barn. 
Eftersom han gick med i oppositionen Folkets radikala parti, kom han i konflikt med Obrenović dynastins regim, och överfördes till Vranje i slutet av 1895. År 1896 flyttades han igen till Leskovac. Domanovićs författarkarriär började under hans undervisningsdagar och han gav ut sin första realistiska novell 1895. Efter hans första offentliga framträdande mot regeringen 1898, avskedades både han och hans fru från statsförvaltningen, och Domanović flyttade med sin familj till Belgrad.
I Belgrad började han arbeta med andra författare i “Zvezda” (Stjärna) veckotidskrift och den oppositionella politiska tidningen “Odjek” (Eko). Vid denna tid började han skriva och publicera sina första satiriska berättelser, som “Demon” och “Avsaknad av passioner”. Radoje’s berömmelse kom efter publiceringen av hans mest kända berättelser, “Ledaren” (1901) och “Stradija” (1902), där han öppet attackerade och blottade hycklerier och villfarelser hos regimen.
Efter kuppen som avslutade regeringstiden av Alexander Obrenović 1903, fick Domanović, på höjden av popularitet, en tjänst som skriftlärd i undervisningsministeriet. Den nya regeringen tillät honom att åka till Tyskland för ett år av specialisering, som han tillbringade i München. När han var tillbaka i Serbien, kände sig Radoje besviken på bristen av någon verklig förändring i samhället. Han startade sin egen politiska veckotidskrift, “Stradija”, där han fortsatte att kritisera den nya demokratins svagheter, men hans författarskap hade inte längre den styrka och inspiration som den brukade ha.
Radoje Domanović dog en halvtimme efter midnatt den 17 augusti 1908, vid en ålder av 35, efter en lång kamp med en kronisk lunginflammation och tuberkulos. Han begravdes på Belgrads nya kyrkogård. Hans återstående opublicerade verk gick förlorade under första världskriget.

## Litterärt arbete
Några av de mest kända verken av Radoje Domanović inkluderar:
- Avsaknad av passioner, 1898
- Demon, 1898
- Döda havet, 1902
- En vanlig serbisk oxe’s resonemang, 1902
- Kraljević Marko bland serberna för andra gången, 1901
- Ledaren, 1901
- Märkningen, 1899
- Modernt uppror, 1902
- Stradija, 1902

Ledaren, Märkningen och En vanlig serbisk oxe’s resonemang översattes för “Radoje Domanović”-projektet till svenska  av Tobias Erehed.